# Paul Bellugue
Paul Bellugue né en 1892 et mort en 1955 est un professeur d'anatomie, dessinateur et illustrateur français.

## Biographie
Paul Bellugue est professeur d'anatomie artistique et de morphologie à l'École des beaux-arts de Paris de 1936 à 1955. Ancien élève de Paul Richer et Henry Meige, ses cours sont des conférences, improvisations autour de la forme humaine se veulent le prolongement de l'enseignement de ses maîtres ouvert vers les formes nouvelles. Son épouse, Henriette Bellugue, fera publier ses cours dans plusieurs livres après la mort de son mari. Le couple a un enfant : Jacques Bellugue.
On lui doit l'idée selon laquelle « une œuvre plastique ne devrait pas avoir besoin de commentaire pour être comprise dans sa signification ». Cette approche le lie avec son ami le mime et professeur Etienne Decroux avec lequel il collabore. Ce dernier vient également lors des cours de Bellugue à l'Ecole des Beaux-Arts faire des improvisations et des performances : "Bellugue croyait si fermement à l'étude de la figure humaine vivante et en mouvement pour les artistes visuels, qu'il invitaient des athlètes, des danseurs, des artistes de music hall, et des mimes à l'École et il emmenait ses étudiants observer la figure humain en mouvement dans les stades. Grand ami d'Etienne Decroux, il donnait des conférences avec celui-ci.". Les écrits de Bellugue apparaissent ainsi dans de nombreux commentaires sur l'art du mime et du théâtre.
On peut se reporter au recueil de photographies d'Étienne Bertrand Weill (1919-2001) consacré à l'École d'Etienne Decroux sur le site de la BNF Gallica qui présente de nombreux exercices.

## Œuvres

### Illustrations
- Tassaert, Dr Henry Meige, Dr Tricot-Royer, Devéria, Marcel Durand, Dr Jean Vinchon, Pr Maxime Laignel-Lavastine, Dr Baillet, Gillray, « Le pied et la jambe dans l'art », in Æsculape, 26e année (nouvelle série), n°3, Paris, mars 1936
- A. Souques, et P. Bellugue, Henry Meige, neurologiste, professeur à l'école des beaux-arts, Paris : Masson, 1941
- Jean Charbonneaux, La sculpture grecque classique, tome I, dessins de Paul Bellugue, collection Merveilles de l'Art, éditions Fernand Nathan, Paris, 1944
- A. Thooris, P. Bellugue, P.R. Bize, L. Cavel, A. Cayla, Pr Duvernoy, et conclusions par le Pr Joannon, Paris, J.B. Baillière, La valeur physique de l'homme et son estimation, travaux des Journées médicales de la Fédération française d'éducation physique, novembre 1949
- P. Bellugue, P. R. Bize, A. Delmas, communications et notes de H. Balland, Betolini, L'attitude; anatomie, physiologie, psychologie, facteurs héréditaires, typologie , travaux des Journées médicales de la Fédération française d'éducation physique (1951-1952),  Paris, éd. S.D.M.S., 1954

### Publications
- Paul Bellugue, « Le lancement du disque dans l'Antiquité. A propos des Jeux Olympiques », Gazette des beaux-arts, 78e année, t. XVI 6e période,‎ 1936 2e semestre, p. 69-82 (lire en ligne)
- Paul Bellugue, Introduction à l'étude de la forme humaine - anatomie plastique et mécanique, Paris, Librairie Maloine, 1963, 234 p.
- Paul Bellugue, A propos d'art de forme et de mouvement : Cours d'anatomie et de morphologies humaines, Paris, Librairie Maloine, 1967, 333 p.
- L'Anatomie et l'art chez Léonard de Vinci, conférence du 13 janvier 1953, Éditions Imprimerie nationale, 1953, 32 p.
- « Évolution de la forme féminine en France de 1900 à nos jours », in revue EPS, no 89, janvier 1967.
- L'Orthodontie et Artin À propos de forme et de mouvement, Paris, Maloine, 1967, p. 161-172
- Aperçu historique sur les variations  des attitudes de maintien (article), in À propos de forme et de mouvement, Paris, Maloine, 1967, p. 173-194.
- Morphologie et esthétique gestuelle et art de vivre (article),  in À propos de forme et de mouvement, Paris, Maloine, 1967, p. 149-160.

### Films Documentaires
- Courses de haie", scénario de Paul Bellugue et Maurice Baquet, réalisation Maurice Serein, 1950 avec Joseph Maigrot.

## Élèves
- Jean Boisselier (1912-1996)
- Geoffroy Dauvergne (1922-1977)